# Cyathea sessilifolia
Cyathea sessilifolia är en ormbunkeart som först beskrevs av Jenm., och fick sitt nu gällande namn av George Richardson Proctor. Cyathea sessilifolia ingår i släktet Cyathea och familjen Cyatheaceae. Inga underarter finns listade.